# Ferdi Schüth

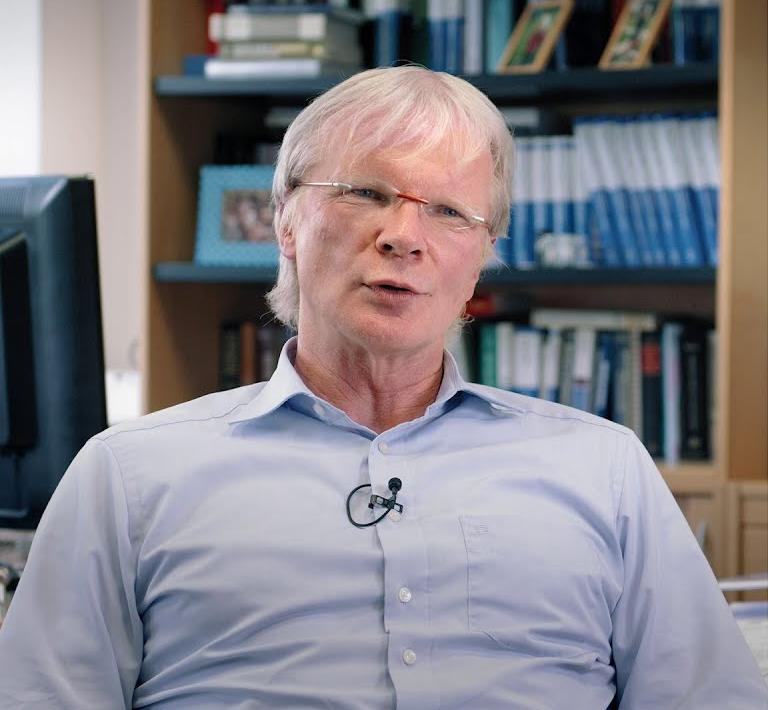
Ferdi Schüth, 2020

Ferdi Schüth, auch Franz-Ferdinand Schüth, (* 8. Juli 1960 in Allagen, jetzt Warstein) ist ein deutscher Chemiker und Direktor am Max-Planck-Institut für Kohlenforschung in Mülheim/Ruhr.  Von Juni 2014 bis Juni 2020 war Schüth Vizepräsident der Max-Planck-Gesellschaft.

## Leben
1970 bis 1978 besuchte er das Aldegrever-Gymnasium in Soest. Von 1978 bis 1984 studierte er Chemie, von 1983 bis 1988 zusätzlich Rechtswissenschaften an der Universität Münster. 1984 erwarb er sein Diplom in Chemie, 1989 legte er das Erste Juristische Staatsexamen ab. In Münster wurde er 1988 mit einer Arbeit zur physikalischen Chemie promoviert. Von 1988 bis 1989 forschte er in der Abteilung für Technische Chemie der University of Minneapolis/USA bei L. D. Schmidt. 1989 bis 1994 war er wissenschaftlicher Assistent an der Universität Mainz bei Klaus Unger. Er verbrachte einen fünfmonatigen Forschungsaufenthalt als Visiting Assistant Professor am Department of Chemistry, University of California, Santa Barbara bei Galen Stucky. In Mainz schloss er 1995 seine Habilitation ab.
Von 1995 bis 1998 war er Professor für Anorganische Chemie an der Universität Frankfurt. 
Seit 1998 ist er Direktor und Wissenschaftliches Mitglied am Max-Planck-Institut für Kohlenforschung in Mülheim/Ruhr. 
Innerhalb der deutschen Chemieorganisationen koordinierte Ferdi Schüth ein Positionspapier „Energieversorgung der Zukunft – der Beitrag der Chemie“ vom März 2007, das die Bedeutung der Chemie für die Energieversorgung und rationelle Energieverwendung aufzeigt. Für die Max-Planck-Gesellschaft repräsentiert er Energiethemen, u. a. mit der Publikation „Die Zukunft der Energie – Die Antwort der Wissenschaft“.
Darüber hinaus hält er die Vorlesung „Grundlagen der Chemie“ für Maschinenbauer, Umwelttechniker, Sales-Ingenieure und E-Techniker an der Ruhr-Universität Bochum.

## Forschungsschwerpunkte
- Heterogene Katalyse
- Hochdurchsatzmethoden in Katalyse- und Materialforschung
- Kristall-Nukleation und -Wachstum
- Biomassenutzung
- Wasserstoffspeicherung[4]
- Poröse Festkörper

## Stipendien und Preise
- 1979–1984 Stipendiat des Cusanuswerkes
- 1989 Promotionspreis der Universität Münster
- 1991 Boehringer-Ingelheim Preis
- 1992–1994 Habilitationsstipendium der DFG
- 2000 Honorarprofessor Ruhr-Universität Bochum
- 2001 Wissenschaftspreis: Forschung zwischen Grundlagen und Anwendungen des Stifterverbandes für die Deutsche Wissenschaft
- 2002 Gewähltes Mitglied der Deutschen Akademie der Technikwissenschaften (acatech)
- 2003 Leibniz-Preis der DFG
- 2007 Honorary Professor Dalian University of Technology (China)
- 2008 Gewähltes Mitglied der Deutschen Akademie der Naturforscher Leopoldina[5]
- 2010 Advanced Grant des European Research Council (ERC)
- 2010 Ruhrpreis für Kunst und Wissenschaft
- 2010 Gewähltes Mitglied der Nordrhein-Westfälischen Akademie der Wissenschaften
- 2011 Hamburger Wissenschaftspreis der Hamburgischen Stiftung für Wissenschaften, Entwicklung und Kultur Helmut und Hannelore Greve
- 2014 Carl-Friedrich-von-Weizsäcker-Preis für "Beiträge zur wissenschaftlichen Bearbeitung gesellschaftlich wichtiger Herausforderungen" der Leopoldina und des Stifterverbands für die deutsche Wissenschaft[6]
- 2016 Ehrendoktor der Fakultät für Chemie der Technischen Universität München
- 2024 ERC Advanced Grant[7]
- 2024 Wilhelm-Exner-Medaille
- 2025 Alwin-Mittasch-Preis

## Sonstige Funktionen
- Gründer, Aufsichtsratsvorsitzender (bis zur Mehrheitsübernahme durch BASF 2008, seitdem Mitglied des Aufsichtsrates) und Vorsitzender des Scientific Advisory Board der hte Aktiengesellschaft, eines Unternehmens, das auf dem Gebiet der Hochdurchsatzentwicklung von Katalysatoren und Materialien aktiv ist
- Vizepräsident der Deutschen Forschungsgemeinschaft
- Mitglied des Vorstandes der Dechema (seit 2010 Stellvertretender Vorsitzender) und der Gesellschaft Deutscher Chemiker
- Stellvertretender Vorsitzender des Wissenschaftlichen Rates der Max-Planck-Gesellschaft
- Mitglied des Hochschulrates der Universität Duisburg/Essen
- Mitglied des Gründungsaufsichtsrates des Karlsruher Institut für Technologie
- Editor der Zeitschrift Chemistry of Materials
- Mitglied der Editorial Boards der Zeitschriften Microporous and Mesoporous Materials, Advanced Materials, QSAR-Combinatorial Science, Chemical Communications, Chemical Engineering & Technology, Chemistry - An Asian Journal, Advances in Catalysis
- Gutachtertätigkeit für zahlreiche Forschungsförderungsorganisationen

## Schriften
- Herausgeber: Handbook of porous solids, 5 Bände, Wiley-VCH 2002
- Heterogene Katalyse, Chemie in unserer Zeit, Band 40, 2006, S. 92–103